# بيتر كيرك (مخرج)
بيتر كيرك (بالإنجليزية: Peter Kirk)‏ هو مخرج أسترالي، ولد في 1 يوليو 1969.